# Alain Clary
Pour les articles homonymes, voir Clary.
Pour les autres membres de la famille, voir Famille Clary.
Alain Clary est un homme politique français né le 21 mars 1938 à Péone.
Enseignant de profession, il est en retraite de la vie politique depuis 2014.
Membre du Parti communiste français (PCF), il est conseiller général du canton de Nîmes-6 et du canton de Nîmes-3, maire de Nîmes et député du Gard.

## Biographie

### Vie professionnelle
Fils d'Albert Clary, cultivateur et maire de Péone, issu de la famille Clary de Marseille, Alain Clary devient professeur d'histoire-géographie au lycée Alphonse-Daudet à Nîmes.
Époux de Maryse Garcin en 1961, dont il divorce en 1986, il se remarie avec Liliane Bonfils en 1999, dont il est veuf en 2012.
Il est par ailleurs membre associé du club de la presse du Gard.

### L'ascension: maire et député
Il commence sa carrière politique en devenant conseiller municipal chargé des sports en 1977 sous la municipalité du maire communiste Émile Jourdan (maire de 1965 à 1983), dont il devient par la suite le bras droit.
Il est élu conseiller général du canton de Nîmes-6 en 1982.
Avec comme suppléant Émile Jourdan, il est candidat aux élections législatives de 1993 dans la 1re circonscription du Gard, mais est battu par Jean Bousquet.
En 1994, à l'initiative de Pierre Blotin, il noue une alliance avec le socialiste Alain Fabre-Pujol. Élu maire de Nîmes en 1995, face à une division fratricide de la droite issue de l'ancienne majorité de Jean Bousquet et Camille Lapierre, il gagne les élections municipales grâce à une alliance de la gauche plurielle avec notamment Alain Fabre-Pujol, qui devient son premier adjoint.
Dans la foulée de la dissolution, il est élu député de la 1re circonscription du Gard sous l'étiquette du Parti communiste français. Sa suppléante est Sylvette Fayet, alors également son adjointe déléguée aux affaires sociales.

### Après 2001
Aux élections municipales de 2001, Alain Clary brigue un nouveau mandat à la mairie de Nîmes mais est battu par la liste menée par Jean-Paul Fournier. Il est toutefois conseiller municipal, un mandat qu'il conserve jusqu'en 2014.
En 2002, il est battu aux élections législatives par Yvan Lachaud.
Il revient sur la scène politique en mars 2004 où il remporte le siège de conseiller général sur le canton de Nîmes-3, battant au premier tour le socialiste sortant, ainsi que l'extrême-droite au second.

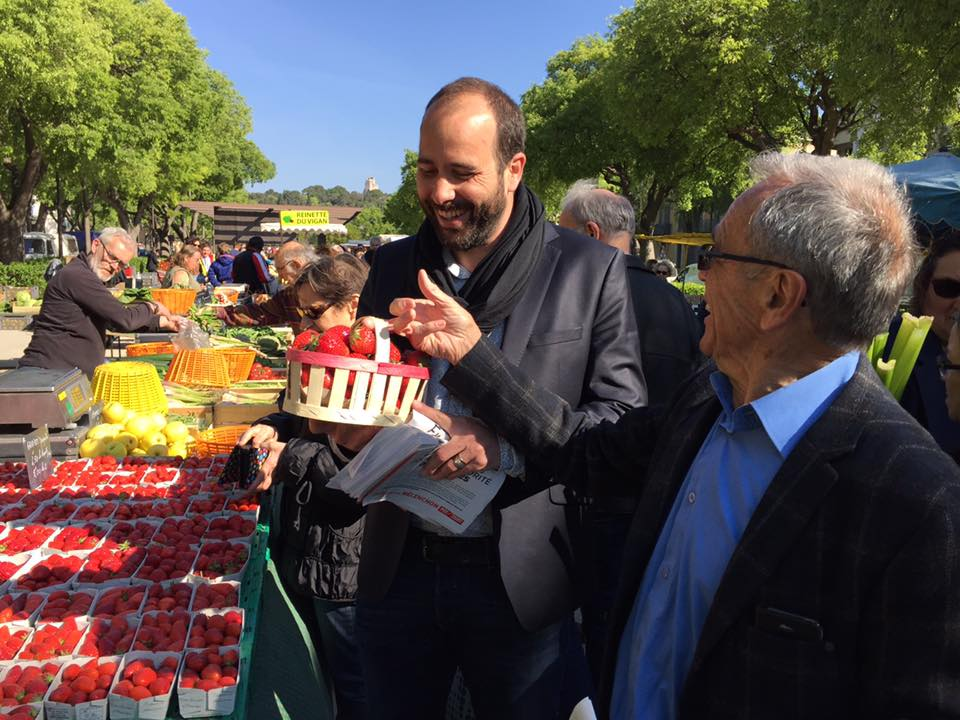
Alain Clary et Vincent Bouget sur un marché nîmois en 2017.

À la suite de l'élection présidentielle de 2007 qui voit l'élection de Nicolas Sarkozy, il est candidat aux élections législatives de juin 2007 mais il est à nouveau battu, éliminé cette foi-ci dès le premier tour. Selon le Midi Libre, durant la campagne, il « aura sciemment gommé [...] toute référence au parti communiste. » Il est à nouveau battu, dès le premier tour, lors des élections législatives de 2007, laissant s'affronter Yvan Lachaud et Françoise Dumas.
Alain Clary conduit la liste « Nîmes en mouvement » aux élections municipales des 9 et 16 mars 2008 à Nîmes, il fait alliance au second tour avec la liste socialiste de Bernard Casaurang. Il est battu par la liste UMP menée par Jean-Paul Fournier.
Il ne se représente pas lors des élections cantonales de mars 2011.
En 2014, Alain Clary soutient la liste "Vivons Nîmes Ensemble" conduite par la communiste Sylvette Fayet aux élections municipales.
A l'occasion des élections législatives de juin 2017, il fait campagne pour Sylvette Fayet, et son suppléant Vincent Bouget (membres du PCF) dans la première circonscription du Gard.

## Mandats politiques
- Conseiller municipal de Nîmes de 1977 à 1995 et de 2001 à 2014
- Conseiller général du canton de Nîmes-6 de 1982 à 1998
- Maire de Nîmes de 1995 à 2001
- Député du Gard de 1997 à 2002
- Conseiller général du canton de Nîmes-3 de 2004 à 2011